# Autobusna linija br. 111 u Zagrebu
Linija 111 (Zagreb (Savski most) - Donji Stupnik - Stupnički Obrež) prigradska je autobusna linija ZET-a. Povezuje općinu Stupnik sa Zagrebom preko tramvajsko-autobusnog terminala Savski most gdje je moguće presjesti na tramvaj do različitih dijelova grada.

## Trasa
Svaki dan prometuje trasom: Savski most – Jadranski most – Remetinečka cesta – Karlovačka cesta – Puškarićeva – Ventilatorska cesta – Gospodarska – sv. Benedikta – Gornjostupnička – Stupničkoobreška – Horvatska – Stupnički Obrež

## Vanjske poveznice
- Vozni red linije 111